# Bătălia de la Beachy Head
Bătălia de la Beachy Head (engleză Battle of Beachy Head) pentru englezi sau Bătălia de la Béveziers (franceză Bataille du cap Béveziers) pentru francezi a fost o bătălie navală în care flota franceză s-a confruntat cu flota anglo-olandeză pe 10 iulie 1690 în timpul Războiului Marii Alianțe. Această bătălie a fost victoria principală pe mare a francezilor în cadrul acestui război. Flota inamică a pierdut între 7 și 11 nave (sursele variază) în timp ce francezii nu au suferit pierderi semnificative: chiar dacă Canalul Mânecii a căzut temporar în mâinile francezilor, amiralul de Tourville a eșuat în urmărirea flotei engleze permițându-i să se refugieze pe Tamisa. Tourville a fost aspru criticat pentru că nu a știut să profite de avantaj și a fost demis din funcție. Amiralul britanic, contele de Torrington - care se pronunțase împotriva faptului de a ataca flota franceză superioară - a fost la rândul lui criticat de regina Maria și de către miniștri săi. A fost judecat de Curtea Marțială. Chiar dacă a fost achitat, Wilhelm al III-lea l-a obligat să părăsească serviciul activ.

## Context
În martie 1689 Iacob al II-lea al Angliei acompaniat de trupe franceze, a debarcat în Irlanda într-o încercare nereușită de a-și recupera tronul. Ludovic al XIV-lea îl ajuta pe Iacob deoarece un război în Irlanda ar fi deturnat o parte a trupelor lui Wilhelm al III-lea de pe teatrul de război dezlănțuit în Flandra.
În 6 mai 1689 o flotă franceză de 24 de nave de război și vase de transport comandată de Châteaurenault, a părăsit Brest pentru a purta ajutorul Franței lui Iacob al II-lea. Dar prezența amiralului englez Arthur Herbert (cunoscut mai mult ca Lord Torrington) a făcut imposibilă debarcarea la Kinsale și l-a forțat pe amiralul francez să-și ancoreze flota în golful Bantry, pe 10 mai. În dimineața următoare escadra lui Herbert formată din 19 vase de linie, se apropie de francezi. Înțelegând perfect situația, Châteaurenault nu se lasă încercuit în golf și îi conduce pe englezi în largul mării unde se înfruntă timp de patru ore. Bătălia din golful Bantry nu este decisivă. Cele două flote suferă pierderi minore, dar manevra a permis debarcarea trupelor și a proviziilor. Flota franceză se reîntoarce la Brest pe 18 mai. 
Flota anglo-olandeză a obținut la rândul ei un anumit succes. Pe 10 august 1689 amiralul George Rooke a transportat trupe din Anglia în Irlanda pentru a rupe asediul de la Londonderry. Mai târziu debarcă forțele mareșalului Schomberg la Carrickfergus. Cea mai mare parte a flotei engleze se află în Canalul Mânecii sub comanda lui Torrington, dar o parte deloc neglijabilă, sub comanda vice-amiralului Henry Killigrew se află în Marea Mediterană, ocupată să neutralizeze escadra franceză din Toulon. Aliații au și ei un mic escadron sub comanda vice-amiralului Cloudesley Shovell în Marea Irlandei, dar prea mică pentru a-i opri pe francezi dacă aceștia vor decide să preia comanda regiunii. Dar Ludovic al XIV-lea își îndreaptă marina spre flota lui Torrington din Canalul Mânecii.
Luna următoare, flota franceză a contelui de Tourville, este ajunsă la Brest de escadronul din Toulon, care reușise să se debaraseze de Killigrew în largul Cadizului.
Planul de război al regelui Wilhelm pentru anul 1690 prevedea folosirea întregii armate și flote engleze pentru înfrângerea și izgonirea lui Iacob din Irlanda. Această amenințare din flanc a cârmuirii sale îl împiedica să sprijine cu tărie Provinciile Unite în lupta lor pe continent împotriva puterii franceze. Parlamentul din Londra, în care conducătorii partidului Whig (liberal) învinuiau mereu de simpatie pentru Stuarți pe cei ai partidului Tory (conservator), a ajuns totuși, în iarna anului 1689, să acorde lui Wilhelm subsidii în valoare de 2 milioane de lire, realizabile din impozite funciare și din taxe pe produsele coloniale. Ceea ce dovedea că războiul devenise cu adevărat național, sprijinit atât de nobilie, cât și de negustorime, în fața amenințării unei monarhii autoritare și a subjugării politice și economie de către absolutismul francez. În primăvară, la cererea regelui, același parlament a acordat încă 800.000 de lire pentru cheltuieli militare și dădea un bill de amnistie generală pentru liniștea lăuntrică .
Armata trimisă în toamnă în Ulster a putut fi astfel întărită, regele însuși plecând la 4 iunie din Londra la Chester spre a trece în Irlanda. În vreme ce flota franceză este inactivă la Brest, englezii asamblează o armată pe coasta occidentală a Angliei, la Chester.  Șase vase de linie ale contraamiralului Shovell au escortat apoi 288 nave și ambarcațiuni de transport  care au debarcat nestingherite de flota franceză 15.000 de oameni la Carrickfergus, pe coasta răsăriteană a Ulsterului, îngăduind lui Wilhelm să ia conducerea unei armate de 36.000 de veterani având în frunte pe mareșalul Schomberg, protestant refugiat din Franța, și cu care a mărșăluit spre Dublin. Consternat, Tyrconnel, locotenentul lui Iacob, a scris mai târziu: lipsa unei escadre de nave de război franceze în St. George Channel a fost ruina noastră.
Iacob primise între timp la rândul său întăriri: 7.000 de soldați aduși în martie 1690 de la Brest la Cork de escadra de 27 vase de linie a locotenent-generalului Amfreville, precum și un nou comandant al armatei franco-irlandeze, în locul contelui livonian Rosen, pe ducele Lauzun, favorit al curții din Versailles.
Amiralul Herbert, făcut conte Torrington în anul dinainte, nu fusese în măsură să împiedice acest transport de trupe. Navy Board (Amiralitatea) era învinuită de delăsare și corupție și Wilhelm a trebuit să constituie o nouă Comisie a Amiralității în fruntea căreia a pus pe lordul Thomas Pembroke, un tory moderat, Torrington păstrând numai comanda flotei. Aceasta nu a rămas inactivă, dar la sfârșitul lunii iunie, când urma să înceapă campania anuală propriu-zisă, s-a găsit divizată. 16 vase de linie anglo-olandeze, plecate cu amiralii Killigrew și Van Almonde de la jumătatea lunii martie în escorta convoiului Levantului, nu se întorseseră încă în Marea Mânecii și nici nu putuseră să împiedice trecerea escadrei franceze din Toulon în Atlantic spre Brest. Abia la 19 iunie Killigrew și Van Almonde au plecat de la Cadiz spre Plymouth, escortând 150 de corăbii încărcate. Dar de acum era prea târziu .
La Versailles, regele Ludovic al XIV-lea se hotărâse să poarte războiul îndeosebi pe Rin și într-acolo fusese îndreptată armata mareșalului Luxembourg. Totodată, urma să fie sprijinită și cauza lui Iacob Stuart în Irlanda, iar în cazul unei evoluții favorabile a evenimentelor din insulă, să încerce și o debarcare directă în Anglia. Ca urmare, după deschiderea campaniei pe uscat, ministrul de război Louvois a trimis spre coasta Flandrei 30.000 de soldați cu mareșalul d`Humières, iar Seignelay a cerut lui Tourville să atace porturile engleze din Canalul Mânecii și flota anglo-olandeză, spre a o împiedica să intervină în apele Irlandei.
Așadar, războiul naval nu mai avea drept țel stăpânirea mării ca izvor al prosperității economice așa cum fuseseră războaiele anglo-olandeze; pentru regele Franței, flota trebuia să slujească un scop pur politic pentru hegemonia sa asupra Europei; redobândirea alianței engleze și –eventual – restaurarea catolicismului în Anglia.
La Brest au ajuns astfel să fie concentrate 70 vase de linie, 5 fregate mari (sau vase de linie ușoare) și 18 nave incendiare. Niciodată, în trecut, marina franceză nu armase atât de multe unități. Pe lângă navele armate la Brest și la Rochefort, locotenent-generalul Châteaurenault, plecând la începutul lunii mai din Toulon și evitând să se angajeze în apele spaniole cu escadra lui Killigrew și Van Almonde de la Cadiz, sosise cu 17 vase de linie la 21 iunie din Mediterană. Interesați nemijlocit în nimicirea flotei anglo-olandeze, corsarii veniseră în număr mare sub steagul regelui completând echipajele vaselor de linie și aducând flotei unitățile ușoare atât de folositoare pentru cercetare. Numeroși erau recruții – scrie istoricul naval francez René Jouan –  dar încadrați temeinic cu veterani de-ai lui Colbert. La ordinul lui Seignelay, la Rochefort s-au pus în construcție 30 de galere care au fost gata în trei luni – tip de navă ce reapărea după aproape o sută de ani în apele nordice. De la 9 iunie Tourville a căpătat comanda supremă a armatei navale a Regelui, se bucura de deplina încredere a tuturor și, după schimbarea vântului care îl ținuse în loc două săptămâni, a luat marea la 23 iunie 1690 cu toate unitățile sale .

## Preludiul
Tourville, care are acum sub comanda sa o flotă combinată formată din la flotte du Ponant (flota de apus) și la flotte du Levant (flota de răsărit), părăsește Brest pe 23 iunie cu 70 vase de linie, 5 fregate și 18 nave incendiare. Noile instrucțiuni ale lui erau să găsească flota inamică și să accepte bătălia în orice loc, chiar și la Downs sau pe Tamisa . Tot vânturi potrivnice au întâmpinat pe Tourville și la gura Mării Mânecii. Galerele au trebuit să se adăpostească la coastă în baia Camaret, iar velierele, navigând pe trei coloane, au ajuns abia după o săptămână în apropierea capului Lizard. Luptând mereu cu vântul de Nord-Est, francezii s-au apropiat de Plymouth, veche bază navală engleză, și apoi s-au scurs încet prin fața coastei comitatului Devonshire, ca și cum ar fi vrut să dea de veste partizanilor stuarților să fie gata pentru răscoală.
Știrea ivirii lor în Marea Mânecii a pricinuit îngrijorare la Londra și surpindere în rada Sfânta Elena (insula Wight). La Sfânta Elena flota aliată sub comanda lui Torrington ancorase de la 14 iunie și aștepta să fie raliată de navele engleze aflate încă în arsenale și de întârziații escadrei olandeze comandată de Cornelis Evertsen cel mai Tânăr. Amiralul englez nu credea că adversarul va ieși atât de curând pe mare și nu detașase nici o fregată la Vest de insula Wight. Așa încât, la 2 iulie, când câțiva pescari i-au adus vestea că au vândut pește flotei franceze la larg de Torbay, nu avea concentrate decât vreo 30 de vase de linie. Spre a nu fi surprins la ancoră, după două zile a ieșit pe mare unde avea să fie raliat de mai multe nave olandeze, dar cercetarea franceză a avut timpul să-și îndeplinească misiunea cu ajutorul unor nave de corsari comandate cu măiestrie de Jean Bart și Forbin.
Informat exact asupra numărului adversarilor – 45 de vase de linie – Tourville nu a putut grăbi marșul de apropiere datorită vântului potrivnic, deși foarte slab. Atât de slab încât și flota aliată a trebuit să ancoreze la sud de insula Wight, de unde, la 5 iulie, la amiază, a zărit flota franceză.  S-ar fi părut că falezele insulei Wight ar fi trebuit să fie martore la una dintre cele mai mari bătălii din toate timpurile citează istoricul T.B.Macaulay mărturia unui contemporan, impresionat de priveliștea celor peste 150 de veliere ce puteau fi numerate de pe înălțimile insulei .
Pe 5 iulie, Torrington vede flota franceză, dar evaluează o forță de 80 de nave. Consiliul de război al flotei aliate a fost însă de acord cu Torrington ca flota să nu accepte bătălia în condiții de inferioritate numerică și să se retragă încet spre gura Tamisei în așteptarea navelor lui Killigrew și Van Almonde și a celor în curs de armare. Iar Torrington, disprețuitor în trecut față de franceti, acum, datorită lipsurilor și corupției administrației sale din Marină ca și fracționării existente a flotei (o mare parte a marinei regale, ca și a marinei olandeze, era deturnată pentru a proteja comerțul maritim de corsari), a trebuit să folosească vântul slab de Sud pentru a se îndrepta spre Calais.
Tourville și-a așteptat adversarii câteva ceasuri cu linia de luptă formată dar, vestit spre seară de Jean Bart că anglo-olandezii au fost raliați de 11 vase de linie, a căutat să angajeze cât mai curând bătălia. Încercând să ajungă înaintea aliaților în strâmtoarea Calais, a prelungit o bordee până la coasta franceză în apropiere de Fécamp dar, revenind spre coasta engleză, a trebuit să ancoreze la amiaza zilei de 9 iulie sub capul Beachy (Beachy Head) nu departe de gura răului Pevensey, devenit în franceză Béveziers. Acolo, a doua zi dimineața (10 iulie), francezii au zărit la răsărit de cap întreaga flotă anglo-olandeză cu linia de luptă aproape gata formată, la 12 mile depărtare de coasta engleză.
Motive politice determinaseră Consiliul Reginei de la Londra să nu fie de acord cu temporizarea luptei de către Torrington. În absența lui Wilhelm, regina Maria a II-a a fost lăsată să guverneze. Ea trebuia să fie informată de Consiliul celor nouă: Devonshire, Dorset, Mordaunt, Russel, Carmarthen, Nottingham, Pembroke, Sir John Louther și de consultantul militar Contele de Marlborough. Regele se afla plecat în Irlanda, armata olandeză fusese greu înfrântă pe frontul Rinului, trupe franceze se iviseră pe coastra Flandrei, partizanii lui Iacob începuseră să se manifeste aproape pe față. Pe de altă parte, negustorimea din City întrevedea cu îngrijorare eventualitatea capturării de către francezi a marelui convoi anual din Levant escortat de Killigrew Van Almonde și așteptat din zi în zi la Plymouth. Inegalitatea numerică nu era atât de mare încât să dea cea mai mică temere unui ofițer care comanda marinari englezi și olandezi a fost părerea unuia dintre lorzii consiliului, amiralul Russell, care, însoțit de lordul Monmouth, avea să și plece spre coastă pentru a-l întâlni pe Torrington. Carmarthen recomandă lupta, la fel și Nottingham și Russel, convinși fiind că francezii nu sunt atât de puternici cum a raportat pesimistul amiral  Torrington și că doar defetismul sau trădarea puteau explica acest raport. Devonshire este și mai nemulțumit: Este datoria mea, Madame, să spun maiestății sale exact ceea ce gândesc asupra unei chestiuni atât de importante; și eu cred că Lord Torrington nu este un bărbat în care să ne încredem în ceea ce privește destinul a trei regate. Torrington anunță intenția sa de a se retrage în fața superiorității flotei franceze, dar pe 9 iulie sosește ordinul de luptă în timp ce se află în largul capului Beachy Head. Nu-i rămâne decât să se supună că trebuia să dea bătălia, dar bănuise totodată că ordinul fusese provocat de unul din dușmanii săi de la Curte.
Cum războiul din Marea Mânecii era un corolar al războiului din Irlanda, ținând în sah flota franceză Torrington o împiedica să întrerupă comunicațiile maritime dintre Anglia și Irlanda. Curajul personal, acela pe care îl aveau sute de marinari la bordul fiecăreia din navele pe care le comanda, nu îi lipsreaș dar îi lipsea cel moral al răspunderii care l-ar fi făcut să evite încă un timp lupta. S-a hotărât deci să angajeze acțiunea, dar cu destulă prudență spre a-și păstra cât mai întreagă flota .

## Forțele

Bătălia de la Beachy Head

Prin tradiție și imitând o armată terestră, flotele sunt împărțite în trei corpuri. Aceste corpuri sunt: avangarda, centrul și ariergarda. Fiecare corp corespunde unei escadre. Pentru a le recunoaște fiecare catarg are un pavilion cu culoarea sa. Pentru francezi în centru pavilionul este alb, albastru pentru ariergardă și alb și albastru pentru avangardă. Anglo-olandezii au roșu pe centru, albastru pe ariergardă și alb pentru avangardă.
Fiecare escadră este împărțită în divizii de minimum trei nave. O armată navală ar trebui, în teorie, să grupeze 27 de vase de linie sau mai multe.
Vântul bătea potrivit dinspre Nord-Est. Francezii, după ridicarea ancorelor, au așteptat sub gabieri, cap Nord-Est, ca adversarii, aflați la patru leghe în vânt, să vină în bătaia tunului. Sub comanda vice-amiralului Anne Hilarion de Tourville, își aliniază cele 75 de nave de linie, 6 fregate și 18 nave incendiare, înșiruite ca pe sfoară cu un total de 4.570 de tunuri și 28.938 de oameni . Ariergarda, sub comanda vice-amiralului Victor Marie d'Estrées, fiul lui Jean d'Estrées, este formată din 23 de nave; centrul sub comanda lui Tourville, 25 de nave, iar avangarda comandată de Châteaurenault, 22 de nave. Tourville se află la bordul lui Soleil Royal în mijlocul corpului de luptă. Această navă are trei punți și a fost reînarmată la începutul războiului cu 104 tunuri. Dar pentru motive de stabilitate, pentru această campanie are doar 98.
Aliații anglo-olandezi, sub comanda vice-amiralului Arthur Herbert Torrington iau poziție de luptă cu 56 de nave, din care 22 olandeze, adica cam 40%. La bord sunt 3.824 de tunuri și 23.065 de oameni . Avangarda, este compusă din cele 22 de nave olandeze sub comanda lui Cornelis Evertsen. Centrul, sub comanda lui Torrington, este compus din 21 de nave, iar ariergarda comandată de Ralph Delaval, 13 nave. Torrington se află pe Royal Sovereign, 100 de tunuri, în escadra centrală.
Dacă se compară cele două flote, forțele par a fi destul de echilibrate. Astfel avangardele au fiecare 22 de nave și între 1.358 și 1.514 de tunuri. Centrul, 25 de nave împotriva a 21 și 1.574 de tunuri împotriva a 1.552 tunuri. Diferența cea mai mare este în ariergardă: francezii 23 de nave și 1.482 de tunuri, inamicii 13 nave și 914 de tunuri.  Numărul total de tunuri este imprecis, deoarece uneori erau numărate tunurile de calibre mai mici iar alteori nu. În plus nu se cunoaște exact calibrul tunurilor tuturor navelor, dar se știe că navele cele mai grele aveau calibre de până la 36 livre pe puntea inferioară iar navele cele mai mici aveau până la doar 18 livre.  Aliații dispuneau însă de 29 de vase de linie de peste 70 de tunuri față de numai 18 ale francezilor, reducând astfel prin puterea de foc a navelor avantajul numeric deținut de francezi. Discrepanța era și mai mare la navele cu peste 90 de tunuri (7 nave engleze și una olandeză versus 2 franceze) chiar dacă în general navele franceze erau construite mai robust și aveau un deplasament mai mare. 
Pentru a avea o idee de ceea ce reprezenta această armată în linie de luptă și admițând că fiecare navă ocupă un spațiu de-a lungul unui cablu, trebuie să ne imaginăm o linie desfășurată pe o suprafață de peste 10 mile nautice.

## Bătălia

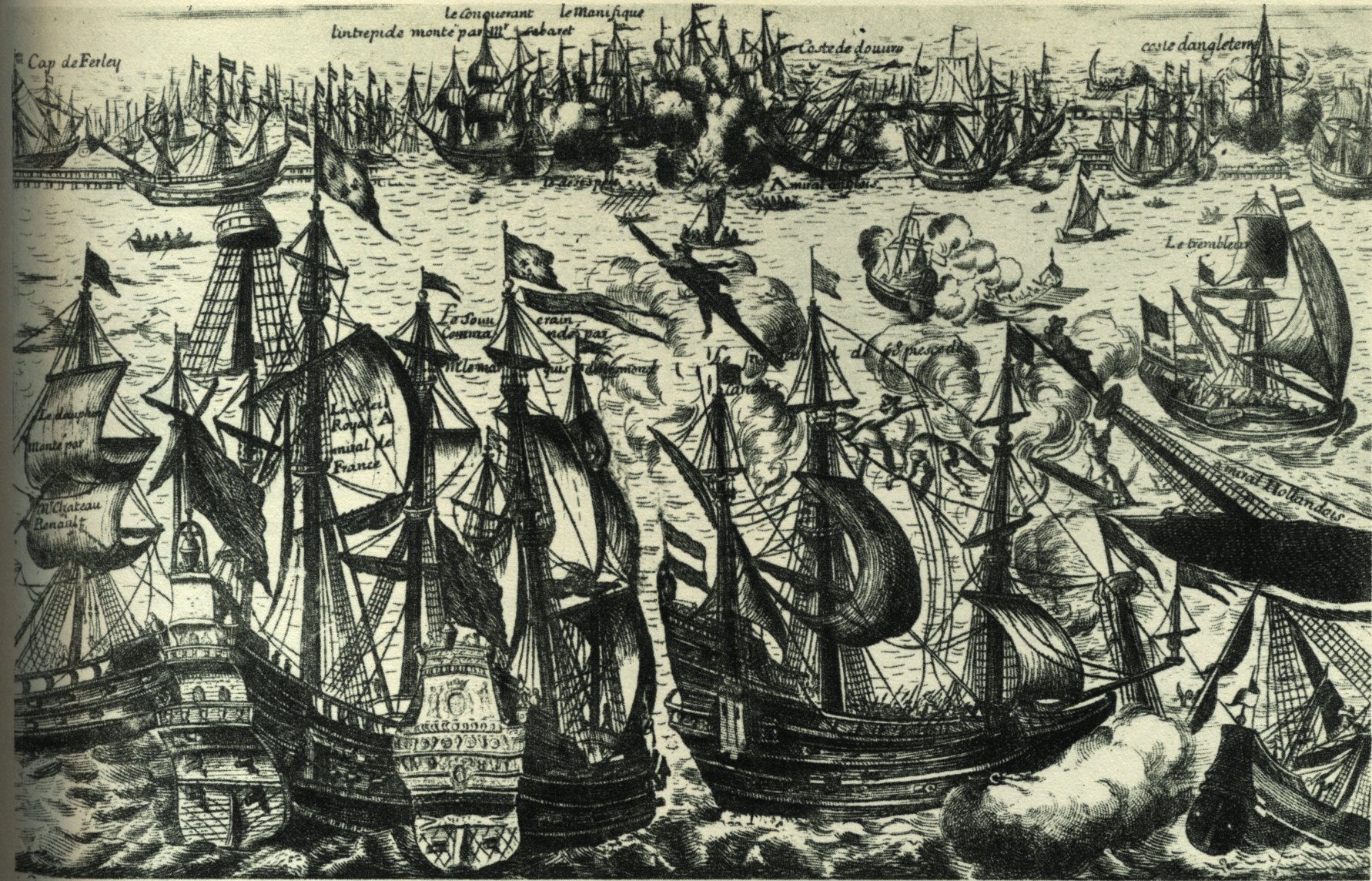
Bătălia de la Beachy Head

A doua zi, 10 iulie, cele două flote avansează în linie de luptă la aproximativ 20 km depărtare. Către orele opt un pavilion roșu de luptă, ridicat la arborele mare al navei amiral Royal Sovereign, semnala întregii flote aliate să lase să poarte.
Cea dintâi ajunsă în bătaia tunurilor a fost escadra lui Evertsen care nu a izbutit să abordeze linia mai lungă a francezilor decât în dreptul celei de a noua nave, un lucru considerat de francezi o mare greșeală. Pentru olandezi, regele Franței însemna un dușman de neîmpăcat și, deși aveau în general nave mai mici și mai puțin înzestrate cu artilerie, s-au luptat crâncen cu escadra lui Châteaurenault. Dauphin Royal (110) și Ardent(66) au luptat cu Hollandia (70) și cu Veluwe (60), susținând o canonadă intensă de la mică distanță. Ardent a suferit atâtea stricăciuni încât a trebuit să iasă din line pentru reparații urgente. Précieux a fost nevoit să iasă și el din linie. 
Châteaurenault, urmând instrucțiunile Comandantului șef, a dat ordinul primei sale divizii, a lui Villette Mursay, rămasă neangajată, să depășească mult pe olandezi și apoi să-i dubleze atacându-i din vânt. Fier (72), Fort (60), Maure (52), Éclatant (68),Conquérant (74) și Courtisan (66) au virat împrejur pentru a-i învălui pe olandezi, urmate apoi de Châteaurenault. Briza tot mai slabă a întârziat această manevră și a prelungi lupta celorlalte două diviziuni ale anvagărzii franceze. Angajat din amândouă bordurile , Evertsen a dus mai departe lupta nădăjduind să fie ajutat de Torrington. Dar către ceasurile 3 după amiază, nu o escadră engleză ci prima divizie a centrului francez, condusă de marchizul de Nesmond, a intervenit în lupta avangărzilor trecându-și navele, la remorca ambarcațiunilor, în vântul escadrei olandeze prin golul lăsat liber de diviziile engleze din centru urcate în vânt. Încercuiți ca pe uscat într-o luptă inegală, olandezii au pierdut doi contra-amirali și s-au văzut amenințați cu distrugerea .
Prima divizie engleză din escadra centrală, sub comanda vice-amiralului John Ashby, s-a apropiat și ea de francezi în urma olandezilor, dar nu chiar la o distanță așa de scurtă. Torrington a păstrat cu restul escadrei distanța maximă la care puteau trage tunurile sale, Tourville menționând ulterior că Herbert nu a vrut să se lupte cu mine și nu s-a luptat nici măcar cu vreuna dintre navele mele mari iar Châteaurenault că englezii i-au abandonat pe olandezi. Rooke, comandantul ultimei divizii engleze din centru, s-a apropiat ceva mai mult ca Torrington de centrul francez, dar și el a păstrat o distanță respectabilă. Inițial Tourville cu nava sa amiral s-a duelat cu Torrington pe Royal Sovereign (100) și secunzii acestuia,  Grafton (70) și Windsor Castle (90), dar după ce amiralul englez a pierdut un catarg și-a remorcat rapid nava-amiral cu 3-4 șalupe afară din luptă.  Astfel că Soleil Royal (98) a angajat ulterior pe Ashby aflat pe Sandwich (90). D'Infreville pe Magnifique (80), comandantul ultimei divizii din centrul francez, a depus apoi toate eforturile pentru a ajunge la Torrington, dar acesta s-a păstrat în afara razei de foc a francezului, dovedind că centrul englez se mișca mai încet ca francezii și că apărea astfel un spațiu larg între avangarda olandeză și restul flotei aliate, ca și între cele două escadre engleze, cea Roșie și cea Albastră. Ashby a încercat să își întindă linia pentru a închide spațiul rămas gol până la olandezi, dar în cele din urmă se retrage și el, abandonându-i pe olandezi.

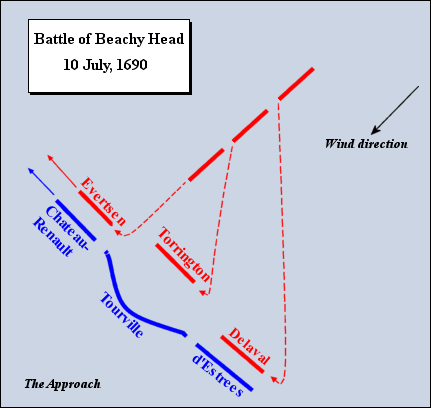
Flota franceză urmând cursul N-N-V spre coasta engleză. De fapt centrul englez, sub Torrington, este cel încovoiat, trăgând la cea mai mare distanţă asupra centrului francez, sub Tourville.

O jumătate de ceas după Evertsen, ariergarda engleză sub Delavall se angajase de asemenea la destul de mică depărtare cu cea franceză. Terrible (74) este forțat să se retragă având un incendiu la pupa. Două vase de linie franceze mai mici, Fleuron (58) și Modéré (50) au fost avariate grav și silite să iasă din linie, dar ariergarda lui d'Estrées, mai numeroasă – 23 de nave împotriva a 13 – nu a putut fi separată de centrul francez. Două nave engleze au fost dezarborate, dintre care mai târziu Anne va fi aruncată pe uscată și sabordată.
Timp de câteva ceasuri, acțiunea s-a desfășurat îndârjită între avangărzi, vie între ariergărzi și foarte puțin intensă între centre. Pe la 11:30 briza a slăbit și mai mult, cu tendințe de schimbare. Spre a nu pierde avantajul vântului, navele centrului englez au fost remorcate de șalupele lor în vânt, îndepărtându-se și mai mult de navele centrului francez; acestea, constatând atitudinea defensivă a adversarilor direcți, au început să manevreze spre a trece și a doua divizie a centrului lor în vântul olandezilor. Soleil Royal a reușit să se aproprie de ultima divizie olandeză, atacând-o împreună cu alte nave franceze. Nava amiral franceză a ras catargele și suprastructurile navelor olandeze Gekroonde Burcht a vice-amiralului Van der Putten și Noordholland a contra-amiralului Dick, rămânând ca niște pontoane, ambele fiind pierdute în ziua următoare. Lupta a continuat până la orele 5 după amiază, o parte din centrul francez continuând să lupte cu ariergarda escadrei olandeze din care numai 3 vase mai rămăseseră apte de luptă, Reigersbergen (74), Veere (60) și Cortgene (50).  Rămas în fața sa numai cu a treia divizie (Amfreville) a centrului francez, Torrington a încercat s-o atace, dar a fost împiedicat atât de avariile lui Royal Sovereign de pe urma tirului francez cât și de vântul tot mai slab.
Către ceasurile 3 după amiază vântul a căzut cu totul. Soarta bătăliei nu se hotărâse încă, dar flota aliată, mult divizată, despărțită acum de avangardă ajunsă în mijlocul dușmanilor fără putință de raliere, părea expusă unei înfrângeri hotărâtoare. Torrington a transmis atunci lui Evertsen să ancoreze sub vele, ceea ce a avut loc către ceasurile 4:30 când piloții olandezi au vestit începerea mareei înalte.  Olandezii au folosit șalupe ca să își remorcheze mai la distanță navele. Englezii au ancorat de asemenea, dar ceva mai târziu, după ce escadrele lor au ajuns să se interpună între escadra olandeză și adversari. Puțin obișnuiți cu o astfel de manevră și zărind mereu velele întinse ale navelor anglo-olandeze, francezii s-au trezit către ceasurile 5 după amiază la o leghe depărtare în sud-vestul aliaților. Faptul că nici o navă franceză nu a rămas prinsă sau nu a trecut printre cele olandeze odată cu fluxul, separarea între olandezi și francezi făcându-se fără incidente, arată că manevra diviziei lui Villete Mursay de a învălui pe olandezi nu reușise pe deplin . Tourville a semnalat la rândul său flotei sale să ancoreze, dar din cele 15 vase olandeze mai grav avariate, numai unul singur, Friesland (68 tunuri, comandant Philips van der Goes), cu catargul rupt, nu s-a mai putut îndepărta și a fost capturat; ajuns aproape în stare de epavă avea să fie scufundat ulterior chiar de francezi .
După opt ceasuri de luptă, francezii numărau 344 de morți și vreo 900 de răniți, dar nu izbutiseră să distrugă greu încercata escadră olandeză.
Către 9 seara, aliații au ridicat din nou ancorele, odată cu întoarcerea mareei, remorcându-și spre Est navele mai greu avariate. Observând manevra, Soleil Royal a ridicat de asemenea ancora, semnalând flotei să-l urmeze. Dar semnalele făcute pe întuneric nu au fost înțelese de comandanții escadrelor sale așa încât, în dimineața următoare, a trebuit să aștepte ralierea lor spre a porni în urmărirea adversarilor. Mai mult, Tourville, deși avea căpitani corsari în flotă, a păstrat ordinea de marș încetinind viteza flotei în funcție de navele mai lente, fie pentru a nu suferi vreo pierdere, fie temându-se de lipsa de experiență a unora dintre comandanții săi de nave obișnuiți cu vânturile regulate ale Mediteranei și nu cu curenții și brizele schimbătoare din Canalul Mânecii. Mulți, în particular Seignelay, estimează că flota aliaților ar fi putut fi distrusă dacă Tourville ar fi fost mai întreprinzător. Dar oricum, câștigase bătălia.

## Urmarea
La 11 iulie, flotele inamice erau la oarecare distanță una de cealaltă iar olandezii s-au reunit cu englezii. Crezând, pe bună dreptate, că francezii vor să îi urmărească, și că navele prea avariate pe care le remorcau îi încetineau riscând o nouă bătălie în termeni nefavorabili, aliații au incendiat în plină mare două nave olandeze care nu mai puteau naviga, Gekroonde Burcht (62) și Noorderkwartier (72), trecând echipajele olandeze la bordul navelor engleze; o a treia, Wapen van Utrecht (64) , ciuruită, s-a scufundat singură în aceiași seară, căpitanul Dekker și echipajul său transferându-se pe Princes Maria (92). În ziua următoare, 12 iulie, alte patru vase olandeze, desarborate, s-au pus pe uscat pe plaja de la Rye, iar la apropierea navelor incendiare franceze, trei dintre ele și-au dat foc . Al patrulea însă, debarcându-și o parte din tunuri, a izbutit să respingă atacul navelor incendiare și avea să fie readus în stare de plutire, navigând doar cu un catarg pângă la Goeree în Provinciile Unite.  Silit să se pună pe uscat în apropiere de Hastings sub focul lui Soleil Royal însuși – care trăsese aproape 26.000 de lovituri de tun în ultimele zile –, vasul englez Anne (70) a fost incendiat la Winchelsea.
Așadar, aliații au pierdut cu totul 8 vase de linie din care numai unul englez, și numărau vreo 900 de morți și 1.700 de răniți, jumătate din aceștia fiind olandezi. Toate celelalte 15 nave olandeze erau foarte avariate și majoritatea aveau nevoie de reparații înainte de a înfrunta din nou pe francezi. Cele mai multe nave engleze nu aveau nici o avarie și toate puteau naviga din nou la orice oră. Pentru englezi reputația marinei lor a suferit mult mai mari daune. La Londra guvernul și poporul se întrebau dacă mai pot conta pe marină. Și la Versailles Ludovic al XIV-lea începu să creadă că Marina engleză nu era loială regelui Wilhelm.
Ceața din strâmtoarea Calais a acoperit retragerea mai departe a flotei aliate care a ancorat la 20 iulie la Sheerness, în estuarul Tamisei. Dar Torrington, spre a nu fi urmărit în continuare, a urcat fluviul până la Woolwich lăsând două fregate să scoată balizele de navigație de la gura fluviului.
Stăpând de acum pe Canalul Mânecii – după o bătălie în care, spre a cita pe istoricul naval Troude izbânda fusese pentru francezi, onoarea pentru olandezi și rușinea pentru englezi – Tourville a ancorat la Le Havre la 22 iulie, spre a-și repara avariile și a se reaproviziona cu munițiuni .

## Consecințe
Înfrângerea de la Beachy Head a provocat panică în Anglia. Tourville avea controlul temporar în Canalul Mânecii, făcând Londra să se teamă de o pătrundere a învingătorilor pe Tamisa, așa cum făcuse Ruyter cu 23 de ani înainte. Părea că francezii ar putea împiedica întoarcerea lui Wilhelm de Orania în Anglia și ar putea invada Anglia. Jurnalistul John Evelyn scria: Întreaga națiune este extrem de alarmată de flota franceză ce sfidează coasta noastră chiar la gura Tamisei. Teama este agravată de știrea despre victoria franceză de pe continent în Bătălia de la Fleurus (1690), pe 1 iulie. Pentru a se opune unei posibile debarcări au fost pregătiți în grabă numai 6.000 de soldați ai trupelor regulate de către Contele de Marlborough, dar City a oferit tezaurului regat 100.000 de lire și a început pregătirea unui corp de armată de 10.000 de oameni.
În atmosfera de paranoia ce domnea în Anglia, nimeni nu a atribuit înfrângerea ordinelor date. Nottingham, nerăbdător să transfere vina,  îl acuză pe Torrington de trădare și nimeni nu contestă această interpretare. Wilhelm  îi scria lui Anthonie Heinsius, raadspensionaris  al Provinciilor Unite: Nu pot să exprim cât de tulburat sunt în urma dezastrului flotei. Am fost profund afectat când am fost informat că navele mele nu le-au susținut în mod adecvat pe cele olandeze, și le-au lăsat în voia soartei. Torrington este închis în Turnul Londrei și este adus în fața Curții Marțiale, dar spre indignarea și uimirea lui Wilhelm și a miniștrilor săi - și ușurarea marinarilor englezi care-l considerau un sacrificat politic - este achitat. Torrington și-a reluat postul în Camera Lorzilor, dar Wilhelm a refuzat să-l vadă și a fost demis .
Cu toate acestea exista și o veste bună pentru aliați: a doua zi după Beachy Head, pe 11 iulie, cei 36.000 de soldați disciplinați și instruiți ai oastei lui Wilhelm l-a învins în chip hotărâtor pe fluviul Boyne, la 40 kilometri Norde Dublin, pe cei 50.000 de soldați ai oastei lui Iacob în bătălia de la Boyne. Wilhelm a intrat în Dublin în timp ce Lauzun și Tyrconnel se retrăgeau în provincia sud-estică Munster unde aveau să izbutească să organizeze o vremelnică nouă rezistență. Iacob  s-a refugiat întâi la Dublin, apoi, de la Kinsale, la bordul unei fregate franceze, a fugit în la 20 iulie la Brest în Franța cerându-i lui Ludovic al XIV-lea să invadeze Anglia, dar nu a fost luat în seamă.
Învingător în mijlocul unei populații dușmănoase, Wilhelm de Orania ar fi putut însă rămâne blocat în Irlanda de flota franceză din Marea Mânecii. Așa a gândit ministrul marinei franceze, Seignelay, nemulțumit că Tourville avea să stea o săptămână la Le Havre cu flota sa. Nu știuse să profite de avantajul avut.  La Kinsale fuseseră trimise totuși mai din timp 10 fregate și când flota franceză a reluat marea la 29 iulie, spre furia lui Ludovic al XIV-lea și a lui Seignelay, s-a mulțumit cu o scurtă debarcare în golful Torbay. Operațiunea a fost mult ușurată de prezența galerelor care au remorcat ambarcațiunile cu trupe până în apropierea plajei unde, la 5 august, Victor Marie d'Estrées a debarcat 400 de infanteriști spre a incendia barcazele pescărești de la gura fluviului Teignmouth . Nu a putut fi însă vorba decât de o demonstrație simbolică în care prădarea unui sat de pescari, jefuirea bisericii și incendierea barcazelor aveau să se întoarcă împotriva cauzei iacobite, francezii apărând ca uneltele unui catolicism intolerant. Tourville s-a îndreptat apoi către Plymouth, unde convoiul din Levant intrase nestingherit în zilele bătăliei din Canal, dar a constatat că tăria apărătorilor depășea posibilitățile de reușită ale unui atac al flotei. Așa încât la 17 august viceamiralul a ancorat în baia Bertheaume cu toată armata navală în care starea sanitară începuse să lase de dorit și care într-adevăr nu mai avea ce să facă în Marea Mânecii. În luna următoare, la ordinul nemijlocit al regelui Ludovic al XIV-lea, escadra lui Amfreville a readus la Brest de pe coasta de Vest a Irlandei, de la Galway, pe Lauzun cu trupele sale. Războiul din Insulă nu era totuși încheiat definitiv, răsculații păstrând câteva orașe în partea de sud a țării. Dar tot în septembrie și regele Wilhelm s-a putut înapoia victorios și nestingherit în Anglia .
La 26 septembrie, flota anglo-olandeză reconstituită, numărând 50 vase de linie, a venit să ancoreze la Spithead, lângă Portsmouth, sub comanda a trei joint admirals: Richard Haddock, Henry Killigrew și John Ashby. Prezența ei a îngăduit trimiterea la 29 septembrie a unei expediții sub comanda ducelui de Marlborough – 7.000 de soldați, să recucerească porturile Cork și Kinsale, ceea ce s-a înfăptuit în cinci săptămâni.
Ultimul episod legat de campania navală din 1690 a fost procesul amiralului Torrington. Era luna decembrie, primejdia invadării pământului Angliei trecuse, marea nobilime nu era de acorc cu judecarea unui membru al său de către un simplu consiliu de război, acuzarea era susținută de un amiral olandez. Consiliul, întrunit la 10 decembrie la Sheerness la bordul fregatei Kent, sub președinția amiralului Delavall, l-a acuzat pe Torrington că s-a retras, că a fost circumspect în a angaja lupta și că nu a făcut tot posibilul pentru a distruge inamicul și pentru a-și ajuta propriile navel engleze și olandeze. Torrington a pus înfrângerea pe seama  preparării inadecvate și a lipsei de informații (de exemplu, nu știa că flota franceză din Brest făcuse joncțiunea cu flota mediterană din Toulon). De asemenea, el a susținut că olandezii au intrat în luptă prea devreme, chiar înainte ca propriile lor nave să ajungă la primele nave din linia franceză . Spre indignarea și uimirea lui Wilhelm și a miniștrilor săi, curtea marțială l-a achitat după 3 zile de dezbateri pe fostul Comandant șef al flotei, care, în apărarea sa, a invocat faptul că flota nu-i fusese distrusă, rămăsese o flotă în viață (a fleet in being), care numai prin existența ei îngrădise posibilitățile de acțiune ale adversarului. Expresia fleet in being avea să rămână de altfel înscrisă în terminologia războiului naval. Suind Tamisa, iahtul lui Torrington a fost salutat de navele engleze prin fața cărora trecea, în ochii marinarilor englezi acest proces părând un sacrifiu politic față de olandezi. A fost însă primit cu răceală în Camera Lorzilor, iar regele a dispus îndepărtarea sa din cadrele marinei .
Această victorie este considerată drept una din cele mai frumoase victorii ale marinei Regelui Soare, aducând controlul temporar asupra Mării Mânecii. Din nefericire, victoria tactică a fost urmată de o lipsa de inițiativă strategică care a anulat în câteva săptămâni efectul victoriei militare. Concentrarea flotei aliate anglo-olandeze câteva săptămâni mai târziu a readus sub controlul ei Canalul Mânecii: la sfârșitul lunii august erau 90 de nave de război care patrulau prin Canal. Mai mult, francezii nu au profitat de victorie în anul următor, 1691, iar în 1692 suferă o gravă înfrângere în Bătăliile de la Barfleur și de la La Hougue.
Pentru Anglia înfrângerea zdrobitoare de la Beachy Head a fost catalizatorul pentru  reconstruirea în sine ca putere mondială. Anglia era silită să construiască o flotă puternică. Deoarece nu existau fonduri disponibile, în 1694 a fost înființată o instituție privată, Banca Angliei, pentru a furniza banii necesari regelui.
Ca un efect secundar, efortul industrial imens a dus la transformarea economiei și la dezvoltarea agriculturii, iar puterea Marinei Regale a crescut de patru ori. Acest fapt a ajutat ca Regatul Marii Britanii (Anglia și Scoția s-au unit în 1707) să devină prosper și puternic. Puterea marinei a făcut din Marea Britanie o putere mondială dominantă la sfârșitul secolului al XVIII-lea și începutul secolului al XIX-lea, în timp ce Franța a rămas puterea militară dominantă pe uscat în timpul războaielor napoleoniene, în special pe continent.

## Flota aliată anglo-neerlandeză
A fost compusă din 56 nave de linie, 5 fregate (61 nave de război) cu 3.824 tunuri și 23.065 oameni, 5 fregate ușoare, 20 nave incendiare și alte nave mici (~90 nave in total) 
| ESCADRA ALBĂ (NEERLANDEZĂ) (Cornelis Evertsen) (navele în linia de bătaie) 22 nave de linie cu 1.358 tunuri si 6.855 oameni, 4 nave incendiare | ESCADRA ALBĂ (NEERLANDEZĂ) (Cornelis Evertsen) (navele în linia de bătaie) 22 nave de linie cu 1.358 tunuri si 6.855 oameni, 4 nave incendiare | ESCADRA ALBĂ (NEERLANDEZĂ) (Cornelis Evertsen) (navele în linia de bătaie) 22 nave de linie cu 1.358 tunuri si 6.855 oameni, 4 nave incendiare | ESCADRA ALBĂ (NEERLANDEZĂ) (Cornelis Evertsen) (navele în linia de bătaie) 22 nave de linie cu 1.358 tunuri si 6.855 oameni, 4 nave incendiare | ESCADRA ALBĂ (NEERLANDEZĂ) (Cornelis Evertsen) (navele în linia de bătaie) 22 nave de linie cu 1.358 tunuri si 6.855 oameni, 4 nave incendiare |
| --- | --- | --- | --- | --- |
| Amiralitate | Navă | Tunuri | Echipaj | Căpitan |
| Avangarda (Gerard Callenburgh) | | | | |
| Amsterdam | Wapen van Utrecht | 64 | 315 | Pieter Decker – scufundată după bătălie la 12-13 iulie                                                                                         |
| Noorderkwartier | Wapen van Alkmaar | 50 | 200 | Jan Kalff |
| Zeeland | Tholen | 60 | 330 | Cornelis Calis – arsă după bătălie la Rye la 13 iulie                                                                                          |
| Noorderkwartier | Westfriesland | 82 | 450 | Vice-amiralul Gerard Callenburgh (1642-1722)                                                                                                   |
| Amsterdam | Prinses Maria | 92 | 500 | Contra-amiralul Gilles Schey (1644-1703) |
| Amsterdam | Castricum | 52 | 240 | Ferdinand Joan Kuyper |
| Amsterdam | Agatha | 50 | 210 | Willem van der Zaan de Jonge |
| Amsterdam | Suikermolen | 4 | 25 | Abraham van Brakel (navă incendiară, în spatele liniei) – scufundată                                                                           |
| Centrul (Cornelis Evertsen) | | | | |
| Amsterdam | Stad en Lande | 52 | 210 | Abraham Taelman |
| Noorderkwartier | Maagd van Enkhuizen | 72 | 370 | Juriaan van der Poel – arsă după bătălie la 13 iulie                                                                                           |
| Amsterdam | Noordholland | 44 | 190 | Rudolf Swaen |
| Rotterdam | Maagd van Dordrecht | 60 | 300 | Anthonye Pieterszoon |
| Amsterdam | Hollandia | 70 | 360 | Locotenentul-amiral Cornelis Evertsen de Jongste (1642-1706), căpitan Hendrik van Toll                                                         |
| Rotterdam | Veluwe | 60 | 375 | Contra-amiralul Jan van Brakel (1638-1690†), căpitan Matthias de Lacave                                                                        |
| Rotterdam | Provincie van Utrecht | 50 | 210 | Johan van Convent |
| Rotterdam | Maas | 64 | 340 | Jan Snellen – eșuată la Hastings dar recuperată apoi                                                                                           |
| Amsterdam | Kroonvogel | 6 | 22 | Thameszoon (navă incendiară, în spatele liniei) – arsă                                                                                         |
| Zeeland | Berg Etna | 4 | 25 | Cornelis Antheuniszoon (navă incendiară, în spatele liniei)                                                                                    |
| Ariergarda (Karel van der Putten) | | | | |
| Friesland | Friesland | 68 | 350 | Philips van der Goes (luat prizonier) – capturată de francezi și scufundată la 10 iulie                                                        |
| Amsterdam | Elswoud | 50 | 210 | Adriaan Noortheij† – arsă după bătălie la 12-14 iulie                                                                                          |
| Amsterdam | Reigersbergen | 74 | 360 | Abraham Ferdinand van Zijll |
| Zeeland | Gekroonde Burcht | 62 | 350 | Vice-amiralul Karel van der Putten (1634-1695) – arsă de echipaj pentru a evita captura la 11 iulie                                            |
| Noorderkwartier | Noorderkwartier | 72 | 320 | Contra-amiralul Jan Janszoon Dick (?-1690†) – sabordată la 11 iulie                                                                            |
| Zeeland | Veere | 60 | 325 | Cornelis Jansz Mosselman |
| Zeeland | Kortenge | 50 | 340 | Andries de Boer |
| Noorderkwartier | Maagd van Enkhuizen | 6 | 22 | Muijsevanger (navă incendiară, în spatele liniei) – arsă lângă mal                                                                             |

| ESCADRA ROȘIE (ENGLEZĂ) (Torrington) (navele în linia de bătaie) 21 nave de linie, 1 fregată cu 1.552 tunuri si 10.215 oameni, 7 nave incendiare | ESCADRA ROȘIE (ENGLEZĂ) (Torrington) (navele în linia de bătaie) 21 nave de linie, 1 fregată cu 1.552 tunuri si 10.215 oameni, 7 nave incendiare | ESCADRA ROȘIE (ENGLEZĂ) (Torrington) (navele în linia de bătaie) 21 nave de linie, 1 fregată cu 1.552 tunuri si 10.215 oameni, 7 nave incendiare | ESCADRA ROȘIE (ENGLEZĂ) (Torrington) (navele în linia de bătaie) 21 nave de linie, 1 fregată cu 1.552 tunuri si 10.215 oameni, 7 nave incendiare | ESCADRA ROȘIE (ENGLEZĂ) (Torrington) (navele în linia de bătaie) 21 nave de linie, 1 fregată cu 1.552 tunuri si 10.215 oameni, 7 nave incendiare |
| --- | --- | --- | --- | --- |
| Rang | Navă | Tunuri | Echipaj | Căpitan |
| Avangarda (John Ashby) | | | | |
| 3 | Plymouth | 60 | 340 | Richard Carter |
| 4 | Deptford | 50 | 280 | William Kerr |
| 3 | Elizabeth | 70 | 460 | David Mitchell |
| 2 | Sandwich | 90 | 660 | Vice-amiralul John Ashby (c1640-1693), căpitan William Bridges                                                                                   |
| fs | Wolf | 8 | 45 | Thomas Urry (navă incendiară, în spatele liniei)                                                                                                 |
| fs | Vulture | 8 | 45 | Jason Moody (navă incendiară, în spatele liniei)                                                                                                 |
| 3 | Expedition | 70 | 460 | John Clements |
| 3 | Warspite | 70 | 460 | Stafford Fairborne |
| 4 | Woolwich | 54 | 280 | James Gother |
| 3 | Lion | 60 | 340 | John Torpley |
| Centrul (Torrington) | | | | |
| 4 | Constant Warwick | 42 | 180 | John Beverley |
| 3 | Rupert | 66 | 400 | George Pomperoy † |
| 2 | Albemarle | 90 | 660 | Sir Francis Wheler |
| 3 | Grafton | 70 | 460 | Henry Fitzroy, Duce de Grafton |
| fs | Roebuck | 8 | 45 | Isaac Townsend (navă incendiară, în spatele liniei)                                                                                              |
| 1 | Royal Sovereign | 100 | 815 | Amiralul Arthur Herbet, Lord Torrington (1647-1716), căpitan John Neville                                                                        |
| fs | Dolphin | 8 | 45 | William Vickars (navă incendiară, în spatele liniei)                                                                                             |
| fs | Owner’s Love | 10 | 40 | Thomas Heath (navă incendiară, în spatele liniei)                                                                                                |
| 2 | Windsor Castle | 90 | 660 | George Churchill |
| fs | Speedwell | 8 | 45 | John Mason (navă incendiară, în spatele liniei)                                                                                                  |
| 3 | Lenox | 70 | 460 | John Granville |
| 3 | Stirling Castle | 70 | 460 | Anthony Hastings |
| Ariergarda (George Rooke) | | | | |
| 3 | York | 60 | 340 | Thomas Hopsonn |
| 3 | Suffolk | 70 | 460 | Wolfran Cornewall |
| 3 | Hampton Court | 70 | 460 | John Layton |
| 2 | Duchess | 90 | 660 | Contra-amiralul George Rooke (1650-1709), căpitan Thomas Gillam                                                                                  |
| fs | Hound | 8 | 45 | Thomas Foulis (navă incendiară, în spatele liniei)                                                                                               |
| fs | Spy | 8 | 45 | Frederik Welghman (navă incendiară, în spatele liniei)                                                                                           |
| 3 | Hope | 70 | 460 | George Byng |
| 3 | Restoration | 70 | 460 | William Botham † |

| ESCADRA ALBASTRĂ (ENGLEZĂ) (Ralph Delavall) (navele în linia de bătaie, escadra neîmpărțită în divizii) 13 nave de linie cu 914 tunuri și 5.995 oameni, 8 nave incendiare | ESCADRA ALBASTRĂ (ENGLEZĂ) (Ralph Delavall) (navele în linia de bătaie, escadra neîmpărțită în divizii) 13 nave de linie cu 914 tunuri și 5.995 oameni, 8 nave incendiare | ESCADRA ALBASTRĂ (ENGLEZĂ) (Ralph Delavall) (navele în linia de bătaie, escadra neîmpărțită în divizii) 13 nave de linie cu 914 tunuri și 5.995 oameni, 8 nave incendiare | ESCADRA ALBASTRĂ (ENGLEZĂ) (Ralph Delavall) (navele în linia de bătaie, escadra neîmpărțită în divizii) 13 nave de linie cu 914 tunuri și 5.995 oameni, 8 nave incendiare | ESCADRA ALBASTRĂ (ENGLEZĂ) (Ralph Delavall) (navele în linia de bătaie, escadra neîmpărțită în divizii) 13 nave de linie cu 914 tunuri și 5.995 oameni, 8 nave incendiare |
| --- | --- | --- | --- | --- |
| Rang | Navă | Tunuri | Echipaj | Căpitan |
| 3 | Anne | 70 | 460 | John Tyrrel – eșuată și arsă de echipaj la Winchelsea |
| fs | Fox | 8 | 45 | William Stone (navă incendiară, în spatele liniei) |
| fs | Thomas and Elizabeth | 10 | 40 | Thomas Marshall (navă incendiară, în spatele liniei) |
| 4 | Bonaventure | 48 | 230 | John Hubbard |
| 3 | Edgar | 64 | 445 | John Jennifer (rănit mortal) |
| 3 | Exeter | 70 | 460 | George Mees |
| 3 | Breda | 70 | 460 | Matthew Tenuant |
| 1 | St. Andrew | 96 | 730 | Robert Dorrell |
| fs | Charles | 6 | 25 | Anthony Roope (navă incendiară, în spatele liniei) |
| 2 | Coronation | 90 | 660 | Vice-amiralul Ralph Delavall (c1641-1707), căpitan John Munden |
| fs | Griffin | 8 | 45 | Clifford Chamberlain (navă incendiară, în spatele liniei) |
| fs | Hawk | 8 | 45 | William Harman (navă incendiară, în spatele liniei) |
| 2 | Royal Katherine | 84 | 540 | Matthew Aylmer |
| fs | Cygnet | 10 | 40 | Robert Willmot (navă incendiară, în spatele liniei) |
| 3 | Cambridge | 70 | 460 | Simon Foulks |
| 3 | Berwick | 70 | 460 | Henry Martin |
| 4 | Swallow | 48 | 230 | Benjamin Walters |
| 3 | Defiance | 64 | 400 | John Graydon |
| fs | Hunter | 8 | 45 | Thomas Kercker (navă incendiară, în spatele liniei) |
| fs | Cadiz Merchant | 12 | 45 | David Greenhill (navă incendiară, în spatele liniei) |
| 3 | Captain | 70 | 460 | Daniel Jones |

| Fregate ușoare (navele în spatele liniei de bătaie, distribuție necunoscută în escadre) | Fregate ușoare (navele în spatele liniei de bătaie, distribuție necunoscută în escadre) | Fregate ușoare (navele în spatele liniei de bătaie, distribuție necunoscută în escadre) | Fregate ușoare (navele în spatele liniei de bătaie, distribuție necunoscută în escadre) | Fregate ușoare (navele în spatele liniei de bătaie, distribuție necunoscută în escadre) |
| --------------------------------------------------------------------------------------- | --------------------------------------------------------------------------------------- | --------------------------------------------------------------------------------------- | --------------------------------------------------------------------------------------- | --------------------------------------------------------------------------------------- |
| Rang                                                                                    | Navă                                                                                    | Tunuri                                                                                  | Echipaj                                                                                 | Căpitan                                                                                 |
| 5                                                                                       | Portsmouth                                                                              | 32                                                                                      | 135                                                                                     | Francis Wyvell                                                                          |
| 5                                                                                       | Molford                                                                                 | 32                                                                                      | 135                                                                                     | Charles Hawkins                                                                         |
| 5                                                                                       | Garland                                                                                 | 30                                                                                      | 130                                                                                     | Thomas Robinson                                                                         |
| 6                                                                                       | Sally Rose                                                                              | 22                                                                                      | 80                                                                                      | Thomas Gardner                                                                          |
| 6                                                                                       | Saudadoes                                                                               | 16                                                                                      | 75                                                                                      | Roger Newton                                                                            |
| 6                                                                                       | Fubbs                                                                                   | 12                                                                                      | 40                                                                                      | John Guy (iaht)                                                                         |
| 6                                                                                       | Salamander                                                                              | 10                                                                                      | 35                                                                                      | William Martin (navă cu bombe)                                                          |
| 5                                                                                       | Concord                                                                                 | -                                                                                       | -                                                                                       | Ralph Crow (navă spital)                                                                |

## Flota franceză
70 nave de linie, 5 fregate (75 nave de război), 18 nave incendiare cu 4.570 tunuri și 28.938 oameni (93 nave in total) 
| ESCADRA ALBASTRĂ (AVANGARDA) (François de Château-Renault) (navele în linia de bătaie) 22 nave de linie și 3 fregate cu 1.514 tunuri și 9.273 oameni, 6 nave incendiare | ESCADRA ALBASTRĂ (AVANGARDA) (François de Château-Renault) (navele în linia de bătaie) 22 nave de linie și 3 fregate cu 1.514 tunuri și 9.273 oameni, 6 nave incendiare | ESCADRA ALBASTRĂ (AVANGARDA) (François de Château-Renault) (navele în linia de bătaie) 22 nave de linie și 3 fregate cu 1.514 tunuri și 9.273 oameni, 6 nave incendiare | ESCADRA ALBASTRĂ (AVANGARDA) (François de Château-Renault) (navele în linia de bătaie) 22 nave de linie și 3 fregate cu 1.514 tunuri și 9.273 oameni, 6 nave incendiare | ESCADRA ALBASTRĂ (AVANGARDA) (François de Château-Renault) (navele în linia de bătaie) 22 nave de linie și 3 fregate cu 1.514 tunuri și 9.273 oameni, 6 nave incendiare |
| --- | --- | --- | --- | --- |
| Rang | Navă | Tunuri | Echipaj | Căpitan |
| Avangarda (Philippe de Villette-Mursay) | | | | |
| 2 | Fier | 72 | 515 | Contele Ferdinand de Relingues (1630-1704) Șef de Escadră de Aunis, căpitan Pierre de Guerusseau du Magnon                                                              |
| fs | Hameçon | 6 | 30 | Des Lauriers (navă incendiară, în spatele liniei) |
| 3 | Fort | 60 | 365 | François-René de Betz, conte de La Harteloire |
| 4 | Maure | 52 | 282 | Rolland Barrin, marchiz de La Galissonnière |
| 2 | Éclatant | 68 | 441 | Augustin de Septèmes |
| 1 | Conquérant | 74 | 588 | Locotenentul-general Philippe Le Valois, Marchiz de Villette-Mursay (1627-1707), căpitan Gaspar de Goussé, cavaler de La Roche-Allard                                   |
| fs | Fanfaron | 10 | 30 | La Serre (navă incendiară, în spatele liniei) |
| 2 | Courtisan | 66 | 400 | Bernard Desjean, baron de Pointis |
| 4 | Indien | 50 | 250 | De Roussel |
| 4 | Solide | 48 | 250 | François Lochet de Ferville (pe post de fregată în spatele liniei) |
| Centrul (François de Château-Renault) | | | | |
| 4 | Trident | 52 | 282 | Jacques de Ribeyrette |
| 3 | Hardi | 56 | 350 | Antoine de Charry, conte des Gouttes (navă repetitoare a semnalelor amiralului)                                                                                         |
| 3 | Saint-Louis | 58 | 362 | Cavalerul Jean de La Roque-Persin |
| 3 | Excellent | 56 | 351 | Cavalerul de Montbron |
| 2 | Pompeux | 74 | 460 | Philippe François d’Aligre Saint Lié |
| fs | Branche-d’Olivier | 6 | 30 | Moreau (navă incendiară, în spatele liniei) |
| 1 | Dauphin Royal | 110 | 705 | Locotenentul-general François-Louis de Rousselet, Comte de Château-Renault (1637-1716), căpitani De Campe, Flamicourt & Begatte                                         |
| fs | Impudent | 10 | 30 | Origène Marchand (navă incendiară, în spatele liniei) |
| fs | Déguisé | 4 | 30 | De La Lande (navă incendiară, în spatele liniei) |
| 3 | Ardent | 66 | 364 | Louis Le Roux de Saint-Aubin, marquis d’Infreville |
| 3 | Bon | 56 | 315 | Cavalerul Camille de Digoine du Palais |
| 3 | Précieux | 54 | 330 | Barthélemy-Alexandre d’Aralle, cavaler de Périnet |
| 3 | Aquillon | 50 | 330 | De Breaugeais (navă repetitoare a semnalelor amiralului) |
| 4 | Alcion | 44 | 150 | Jean Bart (pe post de fregată în spatele liniei) |
| Ariergarda (Joseph de Langeron) | | | | |
| 3 | Fendant | 52 | 350 | Théophile de Treillebois de La Vigerie |
| 3 | Courageux | 62 | 365 | Jacques-Christophe de Sévigne |
| 1 | Couronne | 78 | 517 | Joseph Andrault, Marchiz de Langeron (1649-1711) Șef de Escadră de Flandra, căpitan Contele Charles de Courbon-Blénac                                                   |
| fs | Dur | 10 | 30 | De Longchamps (navă incendiară, în spatele liniei) |
| 3 | Ferme | 54 | 358 | D'Aulnay de Vaudricourt |
| 3 | Téméraire | 52 | 343 | Amatheur du Rivau-Huet |
| 4 | Éole | 50 | 250 | Du Tast (pe post de fregată în spatele liniei) |

| ESCADRA ALBĂ (Anne de Tourville) (navele în linia de bătaie) 25 nave de linie și 1 fregată cu 1.574 tunuri și 10.230 oameni, 6 nave incendiare | ESCADRA ALBĂ (Anne de Tourville) (navele în linia de bătaie) 25 nave de linie și 1 fregată cu 1.574 tunuri și 10.230 oameni, 6 nave incendiare | ESCADRA ALBĂ (Anne de Tourville) (navele în linia de bătaie) 25 nave de linie și 1 fregată cu 1.574 tunuri și 10.230 oameni, 6 nave incendiare | ESCADRA ALBĂ (Anne de Tourville) (navele în linia de bătaie) 25 nave de linie și 1 fregată cu 1.574 tunuri și 10.230 oameni, 6 nave incendiare | ESCADRA ALBĂ (Anne de Tourville) (navele în linia de bătaie) 25 nave de linie și 1 fregată cu 1.574 tunuri și 10.230 oameni, 6 nave incendiare |
| --- | --- | --- | --- | --- |
| Rang | Navă | Tunuri | Echipaj | Căpitan |
| Avangarda (André de Nesmond) | | | | |
| 3 | Brusque | 50 | 314 | Cavalerul Charles-Daniel de Ricours (navă repetitoare a semnalelor amiralului)                                                                 |
| 3 | Arrogant | 54 | 362 | Cavalerul des Adrets |
| 4 | Arc-en-Ciel | 46 | 272 | Cavalerul Charles de Sainte-Maure |
| 2 | Henri | 66 | 390 | Thomas-Claude-Renard de Fuschamberg, marchiz d’Amblimont                                                                                       |
| 1 | Souverain | 84 | 588 | Marchizul André de Nesmond (1640-1702) Șef de Escadră de Picardia, căpitan Pontac (sau d’Aire)                                                 |
| fs | Périlleux | 10 | 30 | Monier (navă incendiară, în spatele liniei) |
| 3 | Brillant | 66 | 480 | Taneguy Le Gallois, Cavaler de Beaujeu |
| 4 | Neptune | 46 | 240 | Louis de Forbin Gardanne |
| Centrul (Anne de Tourville) | | | | |
| 3 | Sans-Pareil | 60 | 385 | Gilbert de Quatrebarbes, Cavaler de La Rongère (navă repetitoare a semnalelor amiralului)                                                      |
| 3 | Fidèle | 46 | 242 | Claude de Forbin Gardanne |
| 3 | Diamant | 56 | 355 | Guillaume d’Aché, conte de Serquigny |
| 2 | Sérieux | 56 | 324 | Jacques-Auguste Maynard de Bellefontaine de la Malmaison                                                                                       |
| 2 | Tonnant | 72 | 515 | Marchizul de La Porte Șef de Escadră de Provența, căpitan Cavalerul de Blénac                                                                  |
| fs | Espion | 10 | 30 | Drognon-Terras (navă incendiară, în spatele liniei)                                                                                            |
| 1 | Soleil Royal | 98 | 904 | Vice-amiralul de Ponant Anne-Hilarion de Contentin, Comte de Tourville (1642-1701), căpitani De Venise, De Mons & D’Andenne                    |
| fs | Insensé | 10 | 30 | Cadenau (navă incendiară, în spatele liniei)                                                                                                   |
| 4 | Faucon | 44 | 230 | Antoine de la Haye du Coudray, Cavaler de Montbault (pe post de fregată în spatele liniei)                                                     |
| 1 | Saint-Philippe | 80 | 525 | Marchizul Alain-Emmanuel de Coëtlogon (1647-1730) Șef de Escadră de Bretania, căpitan Vicontele de Coëtlogon                                   |
| fs | Jolie | 10 | 30 | Naudy (navă incendiară, în spatele liniei) |
| 3 | Marquis | 60 | 343 | Joseph-Charles Joubert de la Bastide, Cavaler de Château-Morand                                                                                |
| 3 | Furieux | 60 | 365 | Cavalerul Charles Desnots |
| 3 | Fortuné | 58 | 368 | Cavalerul Joseph de Pallas (navă repetitoare a semnalelor amiralului)                                                                          |
| Ariergarda (Charles d’Amfreville) | | | | |
| 3 | Apollon | 56 | 365 | Bitaut de Bleor |
| 3 | Saint-Michel | 54 | 348 | Cavalerul Armand de Villars |
| 3 | Entreprenant | 60 | 365 | Bernard Godot de Sébeville |
| 1 | Magnifique | 80 | 590 | Locotenentul-general Charles-François Davy, Marchiy d’Amfreville (1628-1692), căpitani Patoulen & Du Plessis                                   |
| fs | Bouffonne | 10 | 30 | Descourtis (navă incendiară, în spatele liniei)                                                                                                |
| fs | Facheux | 10 | 30 | Verguin (navă incendiară, în spatele liniei)                                                                                                   |
| 2 | Content | 60 | 390 | Contele de Saint-Pierre |
| 3 | Vermandois | 58 | 350 | Cavalerul François du Chalard |
| 4 | Cheval-Marin | 46 | 252 | Cavalerul Jacques Davy D’Amfreville (le Jeaune)                                                                                                |
| 3 | Fougueux | 58 | 368 | François Colbert de Saint-Marc (navă repetitoare a semnalelor amiralului)                                                                      |

| ESCADRA ALBĂ ȘI ALBASTRĂ (Victor d’Estrées) (navele în linia de bătaie) 23 nave de linie și 1 fregată cu 1.482 tunuri și 9.435 oameni, 6 nave incendiare | ESCADRA ALBĂ ȘI ALBASTRĂ (Victor d’Estrées) (navele în linia de bătaie) 23 nave de linie și 1 fregată cu 1.482 tunuri și 9.435 oameni, 6 nave incendiare | ESCADRA ALBĂ ȘI ALBASTRĂ (Victor d’Estrées) (navele în linia de bătaie) 23 nave de linie și 1 fregată cu 1.482 tunuri și 9.435 oameni, 6 nave incendiare | ESCADRA ALBĂ ȘI ALBASTRĂ (Victor d’Estrées) (navele în linia de bătaie) 23 nave de linie și 1 fregată cu 1.482 tunuri și 9.435 oameni, 6 nave incendiare | ESCADRA ALBĂ ȘI ALBASTRĂ (Victor d’Estrées) (navele în linia de bătaie) 23 nave de linie și 1 fregată cu 1.482 tunuri și 9.435 oameni, 6 nave incendiare |
| --- | --- | --- | --- | --- |
| Rang | Navă | Tunuri | Echipaj | Căpitan |
| Avangarda (Pierre de Flacourt) | | | | |
| 4 | Comte | 44 | 250 | Marchizul François de La Roche-Courbon-Blénac |
| 3 | Vigilant | 56 | 315 | Jean-François-Florent de Laigle, Cavaler de Chalais |
| 2 | Parfait | 62 | 350 | Cavalerul Charles-François de Machault-Belmont |
| 2 | Triomphant | 72 | 515 | Pierre Le Bret de Flacourt (1640-1692) Șef de Escadră de Languedoc, căpitan La Luzerne                                                                   |
| fs | Impertinent | 6 | 30 | Fremicourt (navă incendiară, în spatele liniei) |
| 2 | Bourbon | 62 | 400 | Cavalerul George d’Hervault |
| 3 | Duc | 52 | 305 | Antoine-Armand de Robec, conte de Pallières |
| 3 | Vaillant | 54 | 350 | Simon de Pas, Cavaler de Feuquières |
| Centrul (Victor d’Estrées) | | | | |
| 3 | Capable | 54 | 300 | De La Boissiere (navă repetitoare a semnalelor amiralului)                                                                                               |
| 3 | Brave | 58 | 385 | Antoine Bochard, Cavaler de Champigny |
| 3 | François | 46 | 262 | Jacques d’Arcy, Cavaler d’Hailly |
| 3 | Agréable | 60 | 360 | Louis de La Motte-Genouillé |
| 2 | Florrisant | 80 | 500 | Jacques de Cuers, Cavaler de Cogolin |
| fs | Diligente | 6 | 30 | Rolland (navă incendiară, în spatele liniei) |
| 1 | Grand | 86 | 660 | Vice-amiralul de Levant Victor-Marie d’Estrées, duce de Coeuvres (1660-1737), căpitani La Boissiere & L’Hery                                             |
| fs | Boutefeu | 6 | 30 | Jean-Étienne (navă incendiară, în spatele liniei) |
| 2 | Beliqueux | 74 | 515 | François des Francs |
| fs | Royal-Jacques | 6 | 30 | Perron (navă incendiară, în spatele liniei) |
| 4 | Léger | 44 | 200 | Jean Baptiste du Rouvroy (pe post de fregată în spatele liniei)                                                                                          |
| 3 | Prince | 58 | 365 | Baron des Adrets |
| 3 | Prudent | 52 | 320 | Armand-Charles des Herbiers |
| 3 | Modéré | 50 | 315 | Jean Baptiste Achard, Cavaler des Augers (navă repetitoare a semnalelor amiralului)                                                                      |
| Ariergarda (Jean Gabaret) | | | | |
| 4 | Fleuron | 58 | 339 | Cavalerul Michel de Chabert |
| 2 | Aimable | 70 | 450 | Pierre Guérusseau du Magnon |
| 1 | Intrepide | 84 | 600 | Locotenentul-general Marchizul Jean Gabaret (1631-1697), căpitan Du Buisson                                                                              |
| fs | Maligne | 6 | 30 | De Reussy (navă incendiară, în spatele liniei) |
| 2 | Glorieux | 62 | 392 | Jean de Belle-Isle-Erard |
| 2 | Illustre | 70 | 472 | Marchizul Marc-Hyacinthe de Rosmadeck |
| 2 | Terrible | 74 | 515 | François de Pannetier (1637-1696) Șef de Escadră de Normandia, căpitan Des Monts (sau Cavalerul de Courbon)                                              |
| fs | Extravagant | 10 | 30 | Longchamps-Montendre (navă incendiară, în spatele liniei)                                                                                                |